# Angelo Chiarini
Angelo Chiarini (Perugia, 26 aprile 1872 – Roma, 21 marzo 1943) è stato un funzionario e politico italiano.
Funzionario del ministero delle comunicazioni, ha ricoperto diversi incarichi per conto della direzione generale delle Ferrovie dello Stato: capo del personale, segretario generale del Commissariato straordinario delle FS, console generale della milizia ferroviaria, primo segretario dell'associazione nazionale dei ferrovieri fascisti, capo dell'agenzia commissariale per le ferrovie delle colonie, presidente dell'istituto nazionale trasporti.